# Julianapark (Bolsward)
Het Julianapark is een stadspark en rijksmonument in Bolsward in de Nederlandse provincie Friesland.

## Geschiedenis
Het Julianapark, vernoemd naar Prinses Juliana, is in 1913 aangelegd in opdracht van het Sint Anthonygasthuis en het Old Burger weeshuis. De firma Wybren Krijns & Co uit Joure realiseerde het park naar ontwerp van tuinarchitect M. Meijer. Het park is aan de gemeente Bolsward geschonken ter ere van het 100-jarige herdenkingsfeest van de bevrijding van de Franse overheersing.
De hoofdingang ligt aan de Snekerstraat (noordzijde park). De oostzijde van het park wordt begrensd door de Kon. Wilhelminalaan en de westzijde door de Prof. Dr. Titus Brandsmalaan. Het park onderging een aantal wijzigingen die later weer hersteld zijn. Van 1936 tot 1940 was er een hertenkamp. Van 1972 tot 1990 was er op de plaats van het rosarium een midgetgolfbaan. Van 1974 tot 2002 was de muziektent een pauwenkooi.

## Monumenten
De toegangspartij en parkwachterswoning (1913), de muziektent uit 1922 naar ontwerp van de gemeente-architect J.P. Postma en de Eismabank (1936) zijn sinds 1999 rijksmonumenten. De Eismabank (ter ere van de familie Eisma) is opgetrokken in donkerrode baksteen met twee betonnen platen als zitting. In het rosarium staat een beeld van de godin Aurora (1924) ter herinnering aan de jubileumsfeesten in september 1923 van de toenmalige koningin Wilhelmina. In het park staan twee Oranjebomen: een Beatrixboom en een Amaliaboom (2003).

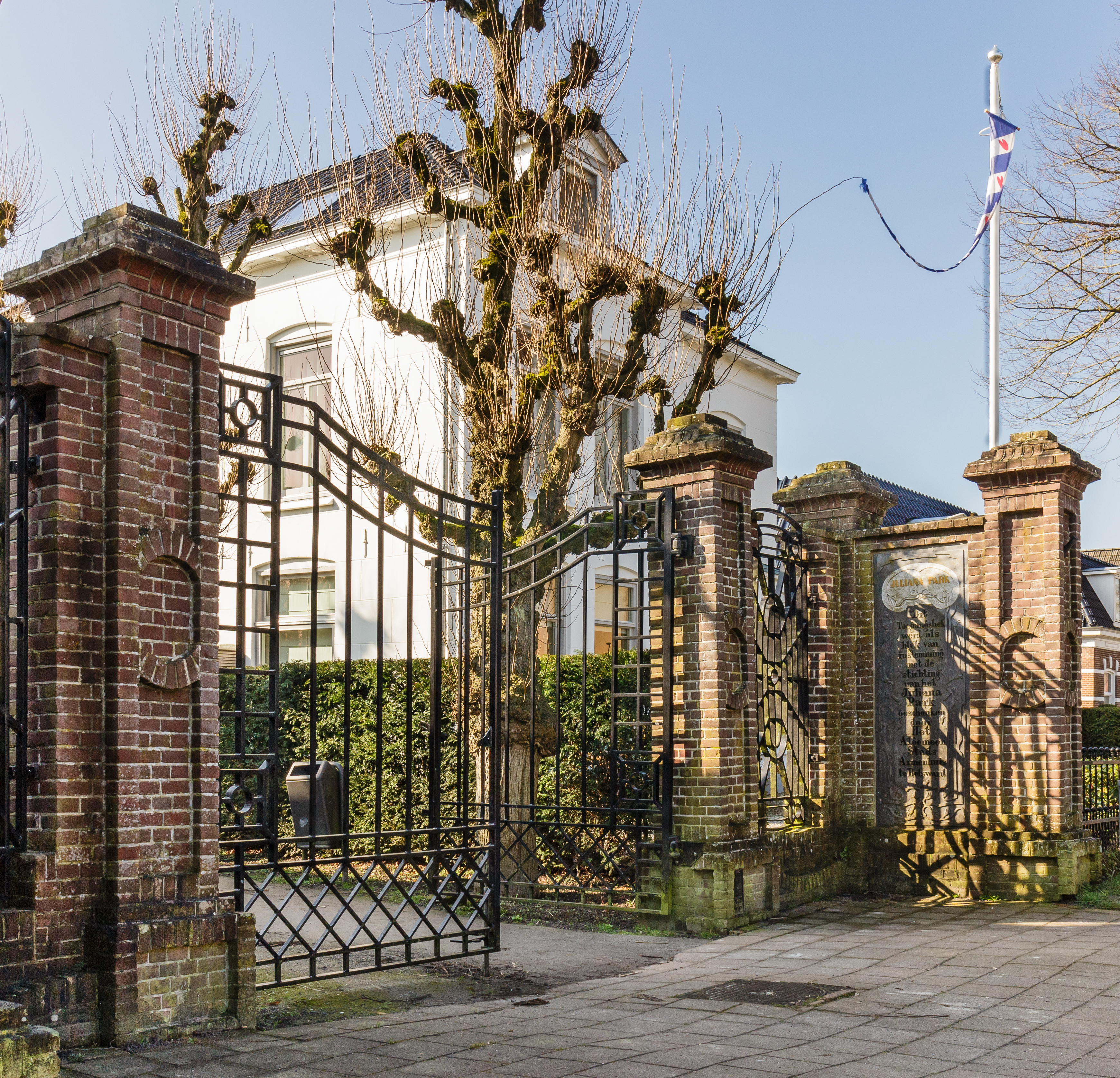
Entree park
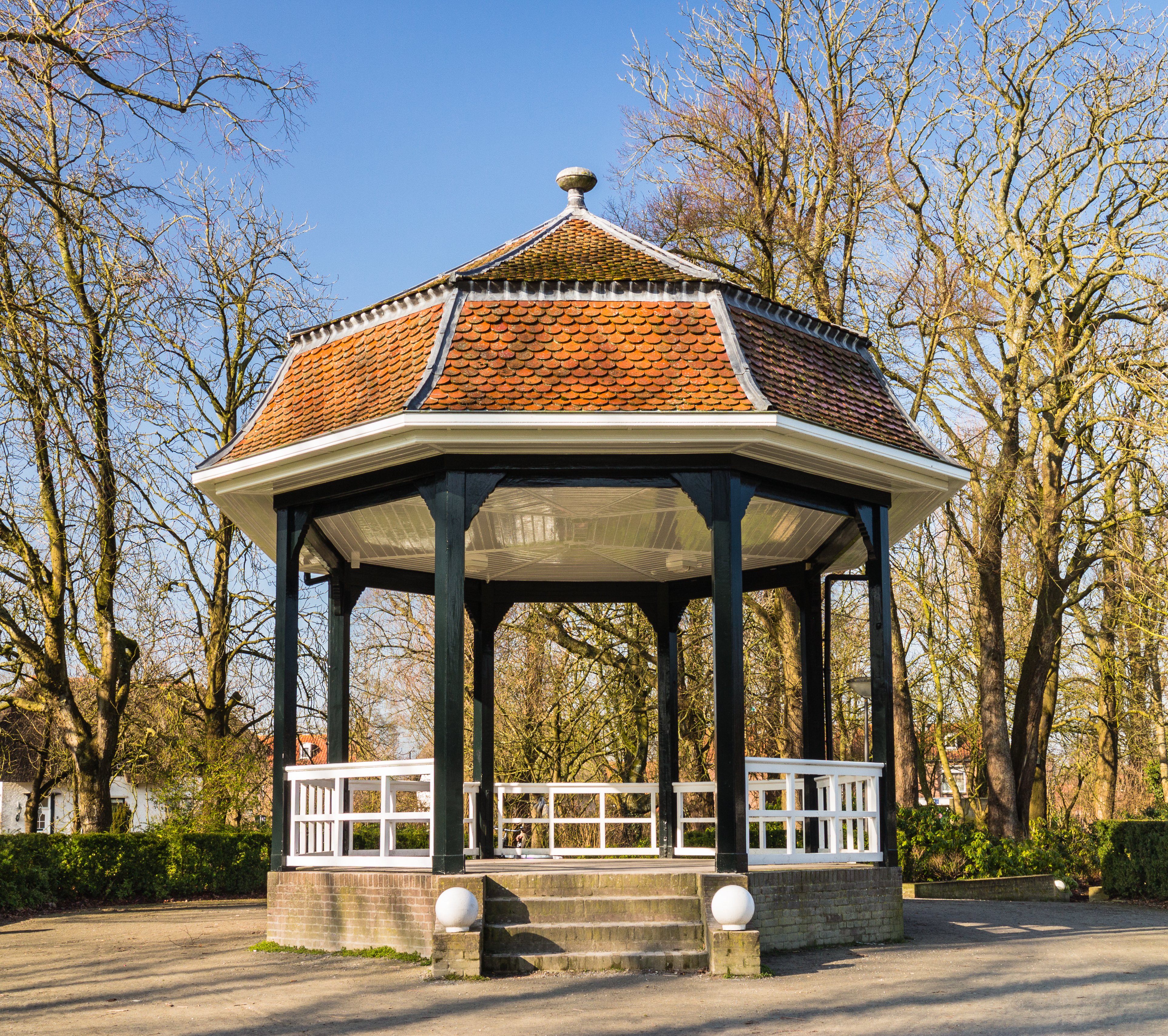
Muziektent
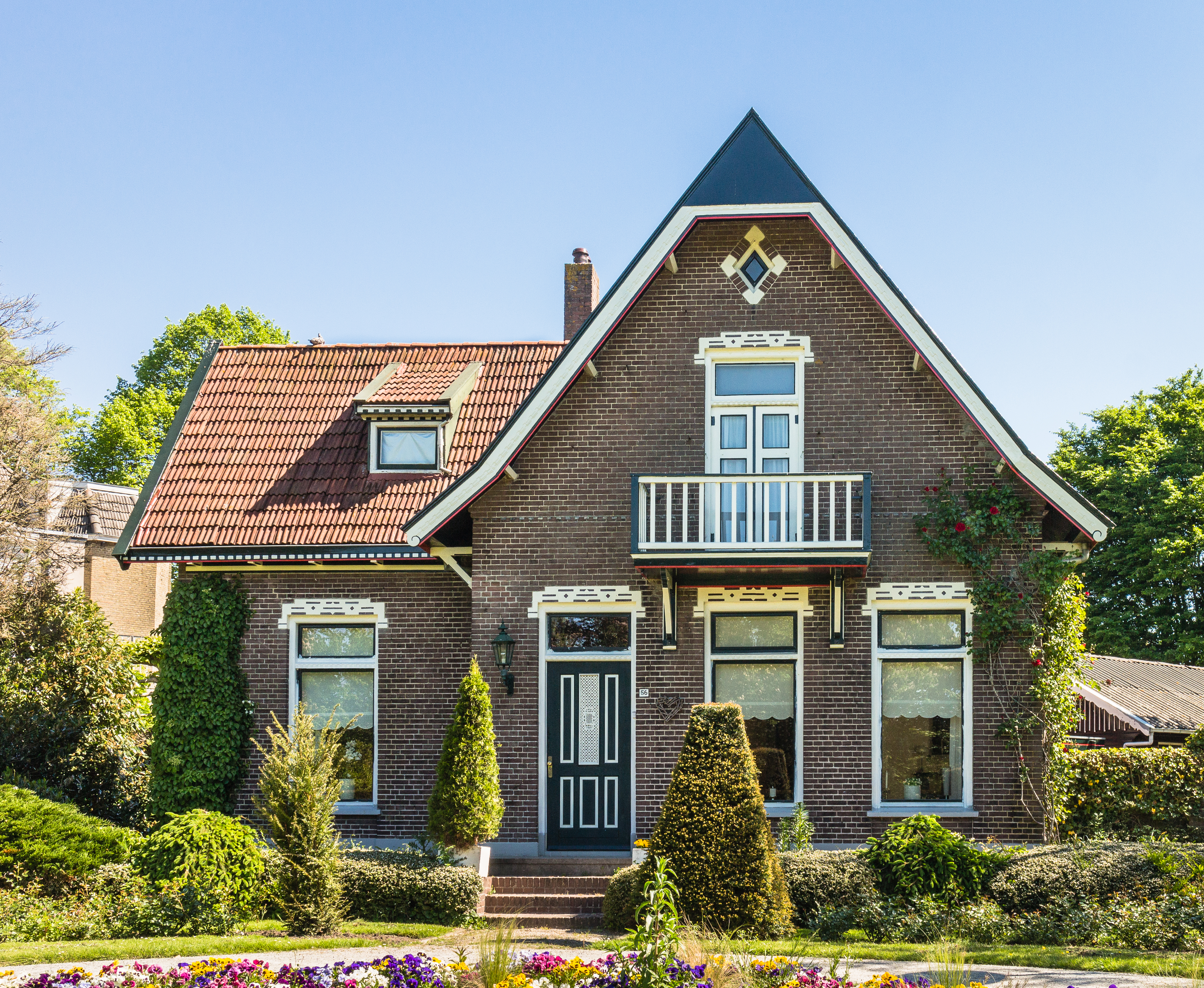
Parkwachterswoning
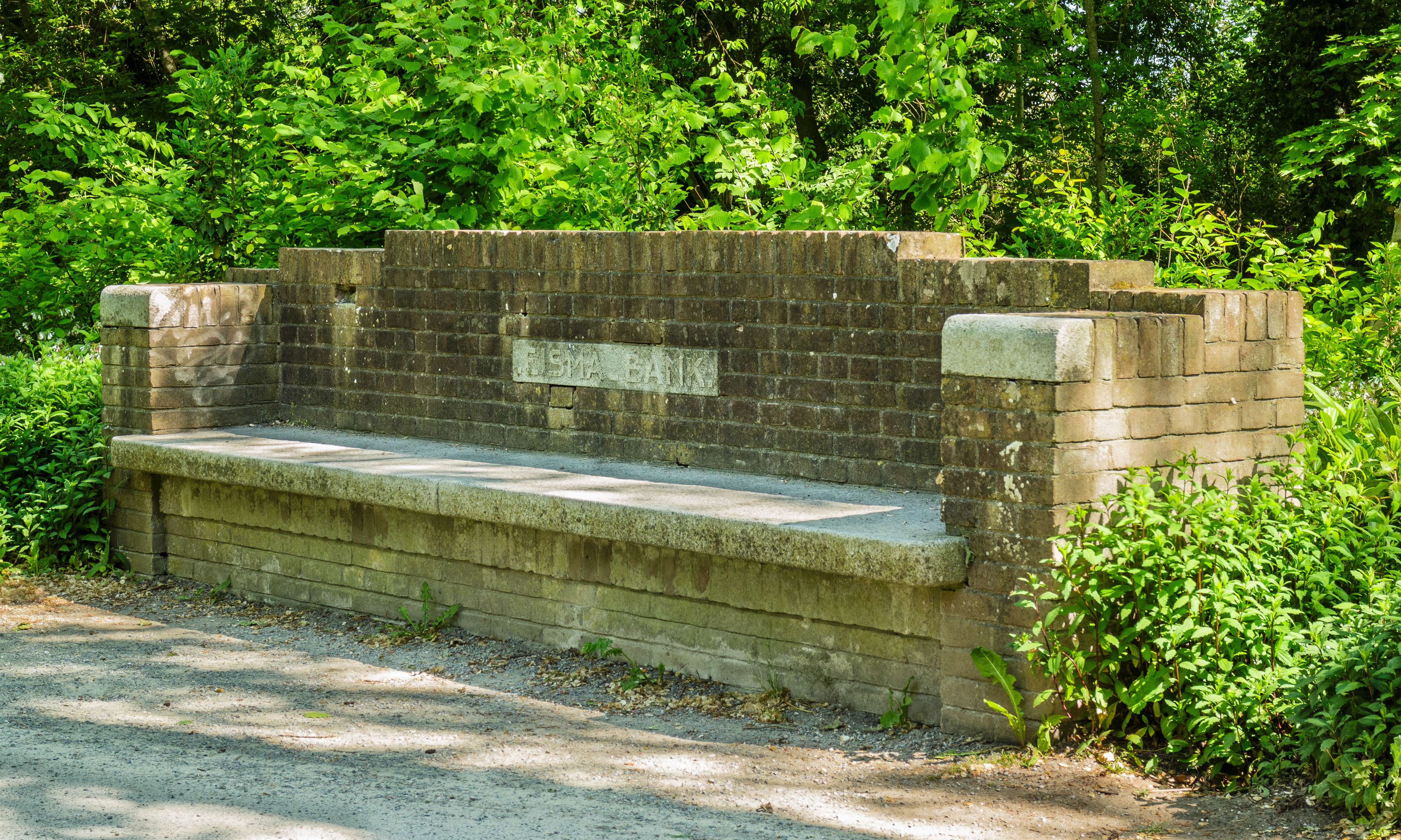
Eismabank
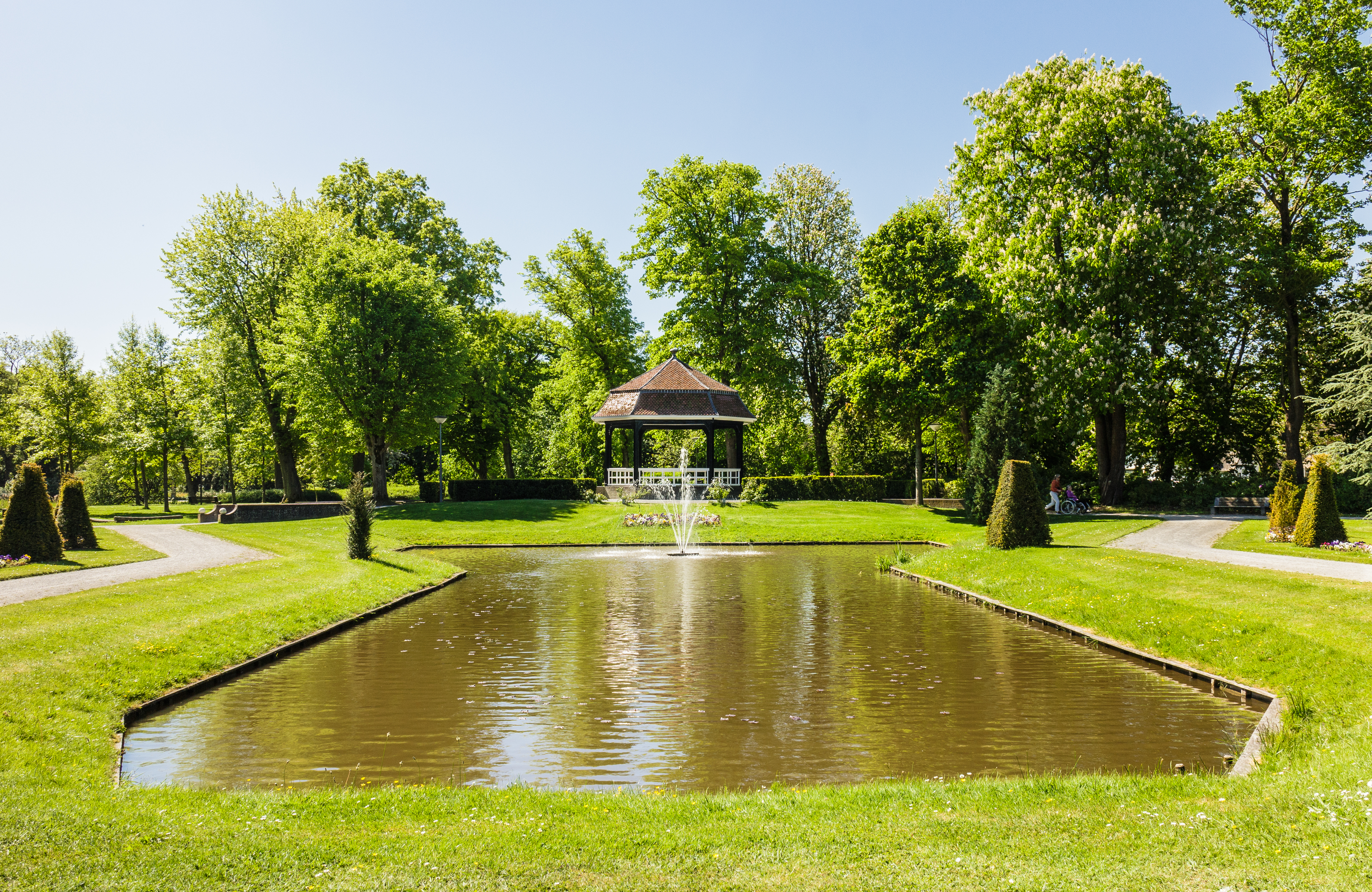
Fontein
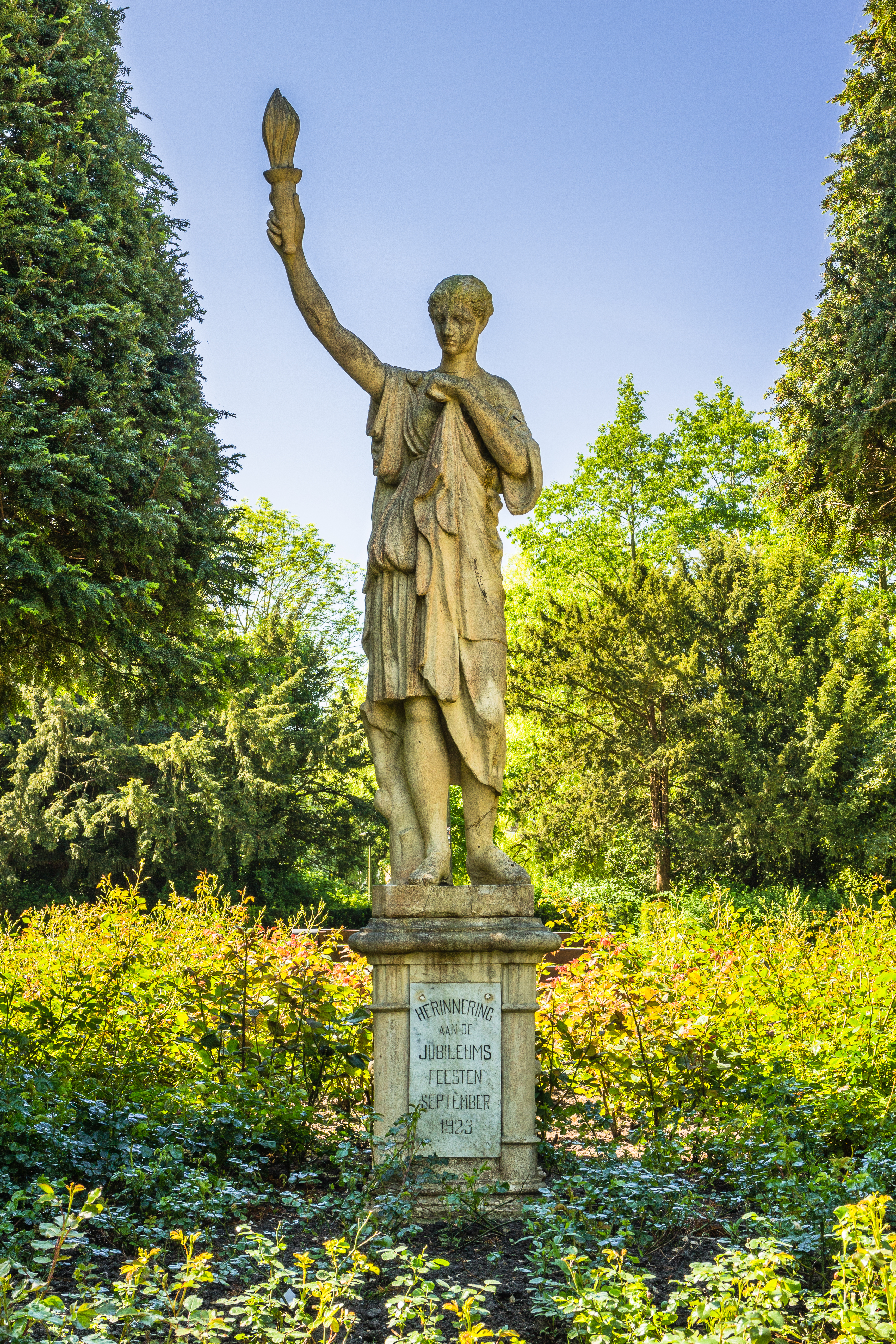
Godin Aurora in rosarium